# Paul Antoine Bien-Aimé
Paul Antoine Bien-Aimé, né le 17 août 1945 aux Gonaïves, est un homme d'État haïtien, ministre de l'Intérieur de 2006 à 2011 et depuis 2024.

## Biographie
Paul Antoine Bien-Aimé est né le 17 août 1945 aux Gonaïves. En 1957, il rejoint le Petit Séminaire Collège Saint-Martial. De 1964 à 1972, il se rend en France pour étudier la philosophie et le théologie, lorsqu'il rejoint l'ordre des Prêcheurs. De retour au pays, il est ordonné prêtre en 1972. Il contribue à créer des communautés ecclésiales. 
En parallèle, il est actif dans les mouvements d'opposition au dictateur Jean-Claude Duvalier. En 1986, il confonde le Parti national patriotique de la réconciliation (PANPRA).
De 1989 à 1995, il se rend au Mexique, puis au Canada, et obtient un master et un doctorat en sociologie à l'Université de Montréal. À son retour au pays, il devient professeur de sociologie à la faculté de sciences humaines de l'université d'État d'Haïti. 
Il est ensuite ministre de l'Éducation de mars 1999 à mars 2001.
Il travaille ensuite à l'UNESCO comme expert international en charge la gestion de proximité des écoles en Haïti, dans le cadre d'un programme financé par l'Union européenne.
En 2006, devient ministre de l'Intérieur et des Collectivités territoriales.
Le 17 mai 2024, dans le cadre d'un appel à candidatures ouvert le 13 mai, le Conseil présidentiel de transition annonce avoir reçu plus de 80 propositions au poste de Premier ministre. Parmi les candidats, l'ancien Premier ministre Garry Conille, Fritz Bélizaire, Paul Antoine Bien-Aimé, les anciens ministres de la Justice Michel Brunache et Lucmane Délile, ainsi que Jean Hector Anacacis, Gérald Germain, Inel Torchon, Alix Didier Fils-Aimé, et Jean-Rodolphe Joazile. La candidature de Conille est finalement retenue le 29 mai. 
En novembre 2024, Alix Didier Fils-Aimé succède à Conille comme Premier ministre et forme son gouvernement dans lequel Paul Antoine Bien-Aimé est nommé ministre de l'Intérieur et des Collectivités territoriales.